# Snelle Eddy
Eddy Truyens, beter bekend als Snelle Eddy, is een typetje bedacht en gespeeld door de Belgische acteur en komiek Chris Van den Durpel.

## Personage en karakter
Snelle Eddy is een parodie op de uit de volkswijken afkomstige Antwerpenaren. Eddy is een (officieel) werkloze automonteur die, gehuld in typische kledij uit de jaren tachtig, inclusief lang haar, snor, felgekleurd trainingspak en grote gele zonnebril, het Antwerpse onveilig maakt en door middel van allerlei bijbaantjes extra geld probeert te verdienen.
Het karakter van Snelle Eddy kan omschreven worden als zeer agressief en dominant. Vaak is het echter wel zo, dat er tijdens dergelijke uitspraken iets zichtbaar mis gaat; zo scheurt hij bij binnenkomst in de bovenstaande situatie ook gelijk zijn spijkerjasje kapot aan de deurhendel. 
Eddy houdt geen enkele rekening met anderen en heeft een hekel aan mensen die, in zijn ogen, "jeanettengedrag" vertonen; zoals het dragen van autogordels, het drinken van cola in plaats van bier en het afremmen voor overstekende mensen.
De vaste vriendin van Eddy is Kelly, gespeeld door actrice Nele Goossens. Desondanks kan hij het flirten met andere vrouwen niet laten en houdt hij ook nooit rekening met haar gevoelens. 

### Taal
Snelle Eddy spreekt plat Antwerps. Om precies te zijn is hij afkomstig uit Hoboken. Hoewel Eddy zwaar dialect spreekt zorgt dit zelden voor problemen bij zijn doorgaans Algemeen Nederlands sprekende tegenspelers, die hem zonder veel moeite lijken te kunnen verstaan. Enkel wanneer hij deelneemt aan Idool met zijn eigen versie van het nummer Daar gaat ze door Clouseau, wordt hij op zijn 'problemen met zijn uitspraak' gewezen; waarna Eddy juryleden Kris Wauters en Koen Wauters uitmaakt voor homofielen en door middel van intimidatie van jurylid Nina De Man naar de volgende ronde weet te komen.